# Thousand Islands
För andra betydelser, se Thousand Islands (olika betydelser).
Thousand Islands är öar i Kanada.   De ligger i provinsen Ontario, i den sydöstra delen av landet, 120 km söder om huvudstaden Ottawa.
Runt Thousand Islands är det glesbefolkat, med 16 invånare per kvadratkilometer.